# Connecticut-Klasse
Die Connecticut-Klasse war eine Klasse von Einheitslinienschiffen (engl. Pre-dreadnought), die zwischen 1903 und 1908 für die US-Marine gebaut wurden. Während des Ersten Weltkriegs wurden die Schiffe der Connecticut-Klasse zur Ausbildung von Seeleuten für die wachsende Kriegsflotte eingesetzt. Ende 1918 begannen sie, Konvois nach Europa zu eskortieren. Nach dem Krieg wurden sie für den Rücktransport amerikanischer Soldaten aus Frankreich und später als Ausbildungsschiffe eingesetzt. Gemäß dem Washingtoner Flottenvertrag von 1922, der eine erhebliche Reduzierung von Kriegsschiffen vorschrieb, wurden alle Schiffe bis 1924 abgewrackt.

## Entwurf
Mit dem Sieg der Vereinigten Staaten im Spanisch-Amerikanischen Krieg von 1898 war die Frage nach der Rolle der Flotte – nämlich ob sie sich auf die Küstenverteidigung oder auf Hochseeoperationen konzentrieren sollte – endgültig geklärt worden. Die Fähigkeit der Flotte, Offensivoperationen in Übersee durchzuführen, zeigte die Wichtigkeit einer schlagkräftigen Flotte von Kriegsschiffen. Infolgedessen war der US-Kongress bereit, wesentlich größere Schiffe zu genehmigen. Die Entwurfsarbeiten für die spätere Connecticut-Klasse begannen 1901. Der Marineminister John D. Long legte dem Board on Construction am 6. März einen Antrag auf einen neuen Schlachtschiffentwurf vor. Dabei ging es unter anderem um die Zusammensetzung und Anordnung der Sekundärbewaffnung. In den Schiffen der Virginia-Klasse waren einige der Sekundärgeschütze mit den Kanonen der Hauptbewaffnung in einem Turm zusammengefasst, um Gewicht zu sparen. Einige Mitglieder des Board on Construction waren mit dieser Anordnung nicht einverstanden, da sie der Meinung waren, dass Geschütze in Kasematten schneller abgefeuert werden könnten. Außerdem hatte das Bureau of Ordnance (BuOrd) vor kurzem ein schnell feuernde 178-mm-Kanone eingeführt, die leistungsfähiger war als das 152-mm-Geschütz und schneller feuerte als das 203-mm-Geschütz.
Die ursprüngliche Version des Entwurfs, die vom BuOrd vorgeschlagen wurde, verfügte über eine Sekundärbewaffnung von vierundzwanzig 178-mm-Geschützen mit der gleichen Anzahl von 76-mm-Geschützen zur Abwehr von Torpedobooten. Die Panzerung war umfangreicher, aber dünner, und die Verdrängung stieg auf 15.560 tn.l. (15.810 t). Das BuOrd stellte fest, dass mit einer längeren Rumpfform in Verbindung mit einer geringfügigen Erhöhung der Maschinenleistung die Standardgeschwindigkeit von 19 Knoten (35 km/h) beibehalten werden könnte. Das Bureau of Construction and Repair (C&R) schlug ein Schiff vor, das sich enger an die Virginia-Klasse anlehnte, mit denselben Geschütztürmen und einer gemischten 152- und 203-mm-Sekundärbewaffnung, bei einer Verdrängung von 15.860 tn.l. (16.110 t). Dieser Entwurf verfügte nur über acht 76-mm-Kanonen, was als völlig unzureichend für die Verteidigung des Schiffes gegen Torpedoboote angesehen wurde.
Im November stimmte das Bord on Construction einem Kompromissentwurf zu, der eine Sekundärbewaffnung mit acht 203-mm-Geschützen in vier Zwillingstürmen mittschiffs und zwölf 178-mm-Geschützen in Kasematten vorsah. Die Entscheidung, die 203-mm-Geschütze beizubehalten, war zum großen Teil auf die Erfahrungen zurückzuführen, die die Amerikaner drei Jahre zuvor im Spanisch-Amerikanischen Krieg gemacht hatten. US-Marineoffiziere waren von der Leistung des Geschützes in der Schlacht von Santiago de Cuba beeindruckt; obwohl es nur 13 Treffer von 309 abgefeuerten Geschossen erzielte, hatte das Geschütz eine flache Flugbahn und eine gute Reichweite für seine Größe. Der Panzerschutz wurde gegenüber dem BuOrd-Entwurf verbessert, mit einem dickeren Panzergürtel und einem Kasemattenschutz, allerdings auf Kosten einer dünneren Panzerung der Barbetten, die die Geschütztürme trugen. Die Konstrukteure begründeten dies damit, dass sich die Barbetten hinter dem Gürtel und einem Querschott befanden und so Gewicht eingespart werden konnte, indem der direkte Schutz reduziert wurde.
Die sechs Schiffe der Connecticut-Klasse waren die leistungsstärksten Schiffe der US-Marine, die sich gut mit zeitgenössischen ausländischen Konstruktionen messen konnten. Dennoch waren sie durch das Aufkommen der Dreadnought 1906 quasi über Nacht veraltet.

## Technik

### Schiffsmaße
Die Schiffe hatten eine Länge zwischen den Loten von 137,16 m eine Kielwasserlinie von 140 m und eine Gesamtlänge von 139,09 m. Die Breite betrug 23,42 m und der Tiefgang 7,47 m. Die Schiffe hatten eine metazentrische Höhe von 1,41 m und einen Freibord von 6,25 m. Die Verdrängung lag zwischen 16.000 tn.l. und 17.666 tn.l.

### Antrieb
Die Schiffe waren mit zwei 3-Zylinder-Verbunddampfmaschinen ausgestattet, die jeweils eine Welle antrieben und insgesamt 16.500 ihp (12.136 kW) entwickelten, mit der sie eine Höchstgeschwindigkeit von 18 Knoten (33 km/h) erreichte. Der Dampf wurde von zwölf Babcock-&-Wilcox-Wasserrohrkesseln geliefert. Die Schiffe konnten maximal 2.405 tn.l. Kohle mitführen, was ihnen bei 10 Knoten (19 km/h) eine Reichweite von 6.620 Seemeilen (12.260 km) ermöglichte. Die ersten fünf Schiffe waren mit acht 100-kW-Stromgeneratoren ausgestattet, während die New Hampshire vier dieser Generatoren und zwei 200-kW-Aggregate besaß. Alle Schiffe hatten jeweils zusammen eine Leistung von 800 kW; dies war die höchste Leistung aller damals gebauten amerikanischen Kriegsschiffe. Die Steuerung erfolgte mit einem einzigen Ruder. Der Wenderadius der Schiffe betrug 570 m bei einer Geschwindigkeit von 12 Knoten (22 km/h). Die Besatzung des Schiffes bestand aus 827 Offizieren und Mannschaft.

### Bewaffnung

#### Hauptbewaffnung
Die Hauptbewaffnung bestand aus vier 305-mm-Kanonen in zwei Mk-6-Zwillingstürmen mit einem Gewicht von 427 tn.l. vor und hinter den Aufbauten. Die Kanonen selbst wogen 53 tn.l. und hatten bei einer maximalen Elevation von 15° und einer Mündungsgeschwindigkeit von 823 m/s eine Reichweite von 18.290 m. Sie verschossen 394 kg schwere Granaten mit einer Kadenz von 1–2 Schuss pro Minute.

#### Sekundärbewaffnung
Die Sekundärbewaffnung bestand aus acht 203-mm-Kanonen in vier Mark-XII-Zwillingstürmen die sich mittschiffs in den Aufbauten befanden. Des Weiteren hatten die Schiffe jeweils sechs 178-mm-Kanonen in Kasematten an Back- und Steuerbord installiert. Diese gemischte Bewaffnung erwies sich als problematisch, da die Granateinschläge im Wasser der beiden Typen nicht unterschieden werden konnten. Die 203-mm-Geschütze wogen 18,8 tn.l. und hatten eine Gesamtlänge von 9,40 m. Der Seitenrichtbereich lag bei einer Drehgeschwindigkeit von 6 Grad pro Sekunde zwischen −135 bis +135 Grad. Bei einer maximalen Elevation von 20° und einer Mündungsgeschwindigkeit von 838 m/s lag die Reichweite bei 20.575 m. Die Kasemattengeschütze waren auf Mk-1-Lafetten mit einem Gewicht von 25 tn.l. und einem Seitenrichtbereich von 150 Grad montiert. Die Kanonen selbst wogen 12,8 tn.l. und hatten eine Gesamtlänge von 8 m. Bei einer maximalen Elevation von 15° und einer Mündungsgeschwindigkeit von 823 m/s hatten die Kanonen eine Reichweite von 15.090 m.

#### Torpedos und Nahbereichsverteidigung
Zum Schutz gegen Torpedoboote waren die Schiffe mit zwanzig 76-mm- und zwölf 47-mm-Schnellfeuergeschützen ebenfalls in Kasematten an der Seite des Rumpfes ausgestattet. Für Salutschüsse befanden sich vier 37-mm-Kanonen an Bord. Außerdem verfügte die Connecticut-Klasse über vier 533-mm-Torpedorohre, die auf den Breitseiten in den Rumpf eingelassen waren. Jedes Schiff verfügte über insgesamt 16 Torpedos. Ursprünglich waren sie mit dem Bliss-Leavitt-Mk-1-Torpedo ausgestattet, der jedoch bald durch den 1905 entwickelten Mark 2 ersetzt wurde. Der Mark 2 trug einen Sprengkopf von 94 kg und hatte eine Reichweite von 3.200 m bei einer Geschwindigkeit von 26 Knoten (48 km/h).

### Panzerung
Die Schiffe der Connecticut-Klasse hatten einen Panzergürtel aus Krupp-Zementstahl. Der Hauptpanzergürtel hatte eine Höhe von 1,28 m über bis 1,52 m unter der Wasserlinie und erstreckte sich über eine Länge von 58 m von der vorderen bis zur hinteren Barbette. Mittschiffs war er 279 mm dick und endete in 152 mm Querschotten. Darunter verlief ein weiterer Plankengang über die gesamte Länge des Schiffes. Mittschiffs war er 229 mm dick und verjüngte sich an seinen Enden auf 102 mm.
Bei den letzten vier gebauten Schiffen wurde der Panzergürtel zwischen den Barbetten auf einheitlich 229 mm reduziert, ohne dass die Enden verändert wurden. Das gepanzerte Deck war mittschiffs 38 mm dick, wo es teilweise durch den Gürtel und die Kasemattenpanzerung geschützt war. Es hatte 76 mm dicke abgeschrägte Seiten, die an die Unterkante des Gürtels anschlossen. Vorn und achtern, wo es direkt dem Granatfeuer ausgesetzt war, hatte es eine Stärke von 76 mm, ebenfalls mit 76 mm dicken, abgeschrägten Seiten. Der Gürtel des New Hampshire wurde leicht verkürzt, um eine stärkere Deckspanzerung über den Magazinen zu ermöglichen. Die Kommandotürme der Schiffe hatten jeweils 229 mm dicke Seiten und ein 51 mm dickes Dach.
Die Geschütztürme der 305-mm-Kanonen waren zwischen 64 mm und 279 mm dick. Die darunter liegenden Barbetten hatten eine 254-mm-Panzerung, die sich unter der Wasserlinie auf 152 mm verjüngte. Die 203-mm-Geschütztürme waren zwischen 95 und 177 mm dick und die Barbetten 101 bis 152 mm. Die Kasematten für die 178-mm-Kanonen waren 178 mm dick und verjüngten sich unterhalb der Geschützpforten geringfügig auf 152 mm. Bei den letzten vier Schiffen wurden die durch die Verringerung der Gürteldicke erzielten Gewichtseinsparungen genutzt, um die untere Kasemattenpanzerung auf 178 mm zu erhöhen. Die Geschütze waren durch Splitterschotten mit einer Dicke von 38 bis 64 mm unterteilt, um zu verhindern, dass durch ein Granattreffer mehrere Geschütze gleichzeitig außer Gefecht gesetzt würden.

## Die Schiffe der Klasse
Alle sechs Schiffe der Klasse versahen ihren Einsatz während ihrer gesamten Laufbahn in der Atlantikflotte. Mit Ausnahme der New Hampshire nahmen die ersten fünf Schiffe an der Fahrt der Great White Fleet teil von 1907 bis 1909 teil. Die Flotte verließ Hampton Roads am 16. Dezember 1907 in Richtung Südamerika, durchquerte die Magellanstraße und nahm Kurs auf die Westküste der USA. Anschließend überquerten die Schiffe den Pazifik und besuchten Häfen in Australien, auf den Philippinen und in Japan, bevor sie durch den Indischen Ozean weiterfuhren. Durch den Suezkanal erreichten sie das Mittelmeer und trafen, nachdem sie den Atlantik überquert hatten, anschließend am 22. Februar 1909 wieder in Hampton Roads ein. Als in den 1910er Jahren in mehreren mittelamerikanischen Ländern politische Unruhen ausbrachen, wurden die Schiffe zunehmend in der Region aktiv. Alle sechs Schiffe waren an der mexikanischen Revolution beteiligt, einschließlich der Besetzung von Veracruz im April 1914. Im Juli 1914 brach in Europa der Erste Weltkrieg aus; die Vereinigten Staaten blieben in den ersten drei Jahren des Krieges neutral. Die Spannungen mit Deutschland spitzten sich Anfang 1917 zu, nachdem deutsche  U-Boote mehrere amerikanische Handelsschiffe in europäischen Gewässern versenkt hatten. Am 6. April 1917 erklärten die Vereinigten Staaten Deutschland den Krieg. Die Schiffe der Connecticut-Klasse wurden zunächst für die Ausbildung von Kanonieren und Maschinenraumpersonal eingesetzt, das für die rasch wachsende Kriegsflotte benötigt wurde. Ab Ende 1918 wurden die Schiffe als Geleitschutz für Konvois auf einer Teilstrecke über den Atlantik eingesetzt. Nach dem Ende des Krieges im November 1918 wurden die Schiffe für den Rücktransport der amerikanischen Soldaten eingesetzt. Anfang der 1920er Jahre dienten die Schiffe kurzzeitig als Ausbildungsschiffe, wurden aber gemäß dem Washingtoner Flottenvertrag bis 1924 verkauft und abgewrackt.